# Antipathypolyeunoa nuttingi
Antipathypolyeunoa nuttingi är en ringmaskart som beskrevs av Pettibone 1991. Antipathypolyeunoa nuttingi ingår i släktet Antipathypolyeunoa och familjen Polynoidae. Inga underarter finns listade i Catalogue of Life.